# Tân, Liêu Thành
Sân hay Tân (chữ Hán giản thể: 莘县; âm Hán Việt: Sân/ Tân/ Sằn huyện) trực thuộc địa cấp thị Liêu Thành, tỉnh Sơn Đông, Cộng hòa Nhân dân Trung Hoa. Huyện Sân có diện tích 1120 km2, dân số năm 2001 là 560.000 người.

## Hành chính
Huyện Sân được chia ra thành các trấn và hương:
- Trấn: Thành Quan, Trương Lỗ, Triều Thành, Thập Bát Lý Phô, Cổ Thành, Quan Thành, Cổ Vân, Đại Trường Gia.
- Hương: Đơn Miếu, Hà Điếm, Yến Điếm, Lưu Điếm, Trở Điếm, Đổng Đỗ Trang, Đại Vương Trại, Vị Trang, Trâu Hạng, Nham Tập, Vương Phụng, Từ Trang, Muội Trủng, Trương Trại, Vương Phô, Anh Đào Viên, Vương Trang Tập, Thị Tử Viên, Ngụy Trang.